# Vall d'Orco

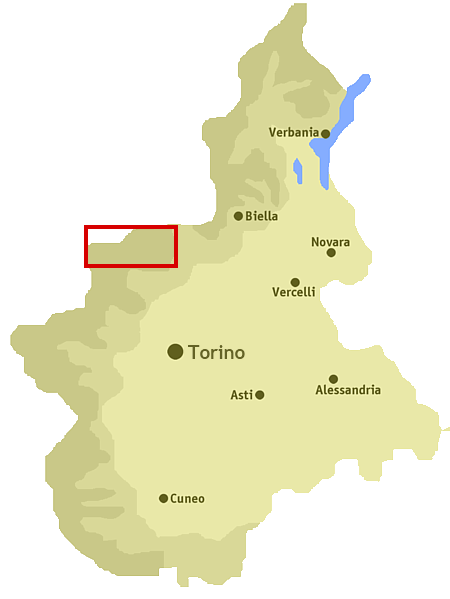
Posició geogràfica de la Vall

Vall d'Orco (arpità Vâl d'Orco), també anomenada Vall de Locana és una de les valls arpitanes del Piemont situada als Alps de Graies, a la província de Torí. Limita al nord amb la Vall d'Aosta i al sud amb les Valls de Lanzo.

## Geografia
Al vessant dret de la vall hi ha el Gran Paradiso (4.061 m) i el seu massís, que forma part del Parc Nacional del Gran Paradiso. Al vessant esquerre, culmina amb el grup de les tres Levanne, dels quals la Levanna Central arriba als 3619 m. És travessada pel torrent Orco en direcció est-oest. La vall és particularment estreta, en particular a la part central. També hi ha algunes centrals hidroelèctriques, com la de Rosone, a la fracció de Locana. El llac principal és el Llac de Ceresole.

### Cims
Els principals cims de la vall són
- Gran Paradiso - 4.061 m
- Ciarforon - 3.642 m
- Punta di Galisia - 3.345 m
- Levanna Central - 3.619 m

### Colls de muntanya
Els principals són
- Coll de la Crocetta - 2.636 m - vora la Vall Gran de Lanzo
- Coll del Nivolet - 2.641 m – vora la Valsavarenche
- Coll de la Galise - 2.998 m - vora la Val-d'Isère

### Llacs
La vall és rica en llacs alpins, molts dels quals són de formació artificial, relacionada amb la construcció de centrals hidroelèctriques.
- Llac de Ceresole
- Llac Serrù
- Llac Agnel
- Llac de Teleccio
- Llac de Valsoera
- Llac de Motta
- Llac Gelato

## Municipis
Alpette, Ceresole Reale, Locana, Noasca, Pont-Canavese, Ribordone i Sparone.

## Turisme
La vall té una gran vocació turística, lligada a la presència del Parc Nacional del Gran Paradiso.

### Refugis alpins
Per a facilitar l'excursionisme d'altura s'hi ha creats alguns refugis alpins:
- Refugi Vittorio Raffaele Leonesi - 2.909 m
- Refugi Noaschetta - 1.540 m
- Refugi Guido Muzio - 1.667 m
- Refugi Guglielmo Jervis - 2.250 m
- Refugi Pian della Ballotta - 2.470 m
- Refugi città di Chivasso - 2.604 m.